# Acyloin
Acyloiny jsou skupinou organických sloučenin, které mají α-hydroxyketonovou funkční skupinu, mají tedy hydroxyl na pozici α (vzhledem ke karbonylové skupině). Pojmenování acyloin bylo odvozeno ze skutečnosti, že jsou tyto látky formálně odvozeny redukčním spárováním acylových skupin karboxylových kyselin.

Struktura typického acyloinu

## Příprava acyloinů
Existuje několik postupů, kterými lze připravit acyloiny:
- Acyloinová kondenzace je redukční párování esterů
- Benzoinová kondenzace je kondenzační reakce mezi aldehydy katalyzovaná nukleofilem.
- Oxidací karbonylových sloučenin molekulárním kyslíkem (tato reakce není selektivní)
- Lepším způsobem je oxidace odpovídajících silylenoletherů kyselinou meta-chlorperoxybenzoovou (Rubottomova oxidace)
- Oxidací pomocí oxodiperoxymolybden(pyridin)-(hexamethyltriamidu fosforečného) (MoOPH) v systému s peroxidem molybdeničným, pyridinem a hexamethylfosforamidem (HMPA)

## Oxidace enolátů sulfonyloxaziridiny
Enoláty mohou být oxidovány sulfonyloxaziridiny. Enolát nukleofilně reaguje s kyslíkem s nedostatkem elektronů v oxaziridinovém řetězci:
Tuto reakci je možné přeměnit na asymetrickou syntézu použitím opticky aktivních izomerů oxaziridinů odvozených z kafru. Z každého výchozího izomeru vzniká jiný z možných enantiomerů. Této modifikace se využívá při Holtonově syntéze taxolu:
Níže zobrazenou enolátovou oxidací cyclopentaenonu s jiným kafrovým enantiomerem vzniká transizomer, jelikož je přístup k hydroxylové skupině v poloze cis omezen (při použití samotného oxaziridinu nevznikne acyloin):

## Reakce acyloinů
- Redukcí acyloinů vznikají dioly.
- Oxidací acyloinů vznikají diony.
- U některých acyloinů probíhá přesmyk pod vlivem zásady (Lobryho–de Bruynova–van Ekensteinova transformace).
- Podobnou reakcí je Voigtova aminace[4], kde acyloin reaguje s primárním aminem a oxidem fosforečným za vzniku α-keto aminu:[5]

- Bischler-Möhlauova syntéza indolů[6]